# 하우카르들
하우카르들(아이슬란드어: hákarl) 또는 캬이스튀르 하우카르들(아이슬란드어: kæstur hákarl)는 아이슬란드의 전통 발효 식품이다. 그린란드상어를 발효·건조시킨 음식이며, 강한 암모니아 향을 지닌 후천기호식품이다. 아이슬란드의 국민 음식 가운데 하나이기도 하다. 동지 축제인 소라블로트 때 먹는 소라마튀르 음식 가운데 하나다.

## 이름
아이슬란드어 명사 "하우카르들(hákarl)"은 "상어"를 뜻하는 말이며, 아이슬란드에서는 주로 "그린란드상어"를 일컫는다. 어원은 "상어"를 뜻하는 고대 노르드어 명사 "항카를(hákarl)"이다. 아이슬란드어 형용사 "캬이스튀르(kæstur)"는 "삭히다, 발효시키다"를 뜻하는 동사 "캬이사(kæsa)"의 과거분사 형태로, "삭힌, 발효된"이라는 뜻이다.

## 종류
- 글레르하우카르들(glerhákarl): 적갈색을 띠며 쫄깃쫄깃하다. 지방이 많은 뱃살로 만든다.
- 스키르하우카르들(skyrhákarl): 스키르 같은 흰색을 띠며 부드럽다. 살코기로 만든다.

## 만들기
보통 그린란드상어를 사용하지만, 잠꾸러기상어과의 다른 상어를 사용하기도 한다. 그린란드상어는 심해어이기 때문에 몸에 고농축 트리메틸아민 N산화물과 요소를 축적하고, 따라서 신선한 고기는 독성이 있어 먹을 수 없다. 독소는 발효 과정에서 제거되는데, 전통적으로는 내장과 머리를 제거한 상어를 땅 속에 묻어 발효시킨다. 현대에는 상자에 넣어 발효한다. 계절에 따라 6주에서 12주 정도 발효하며, 발효 이후에는 네댓 달에서 여섯 달 정도 매달아 말린다.

## 사진

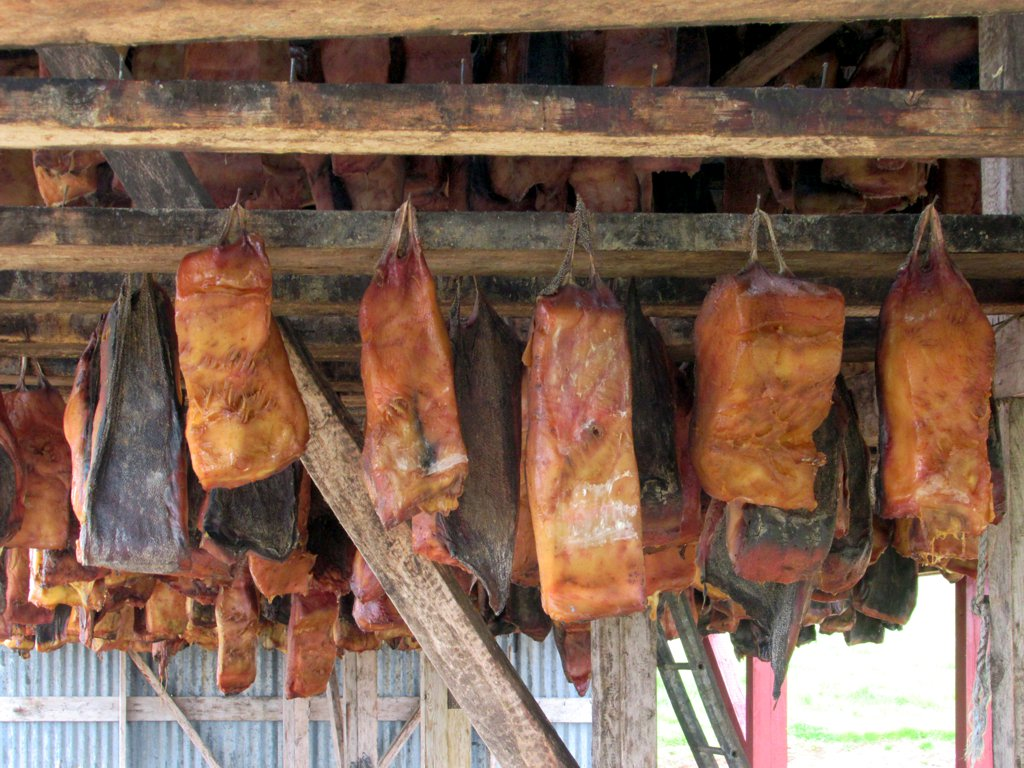
건조 중인 하우카르들
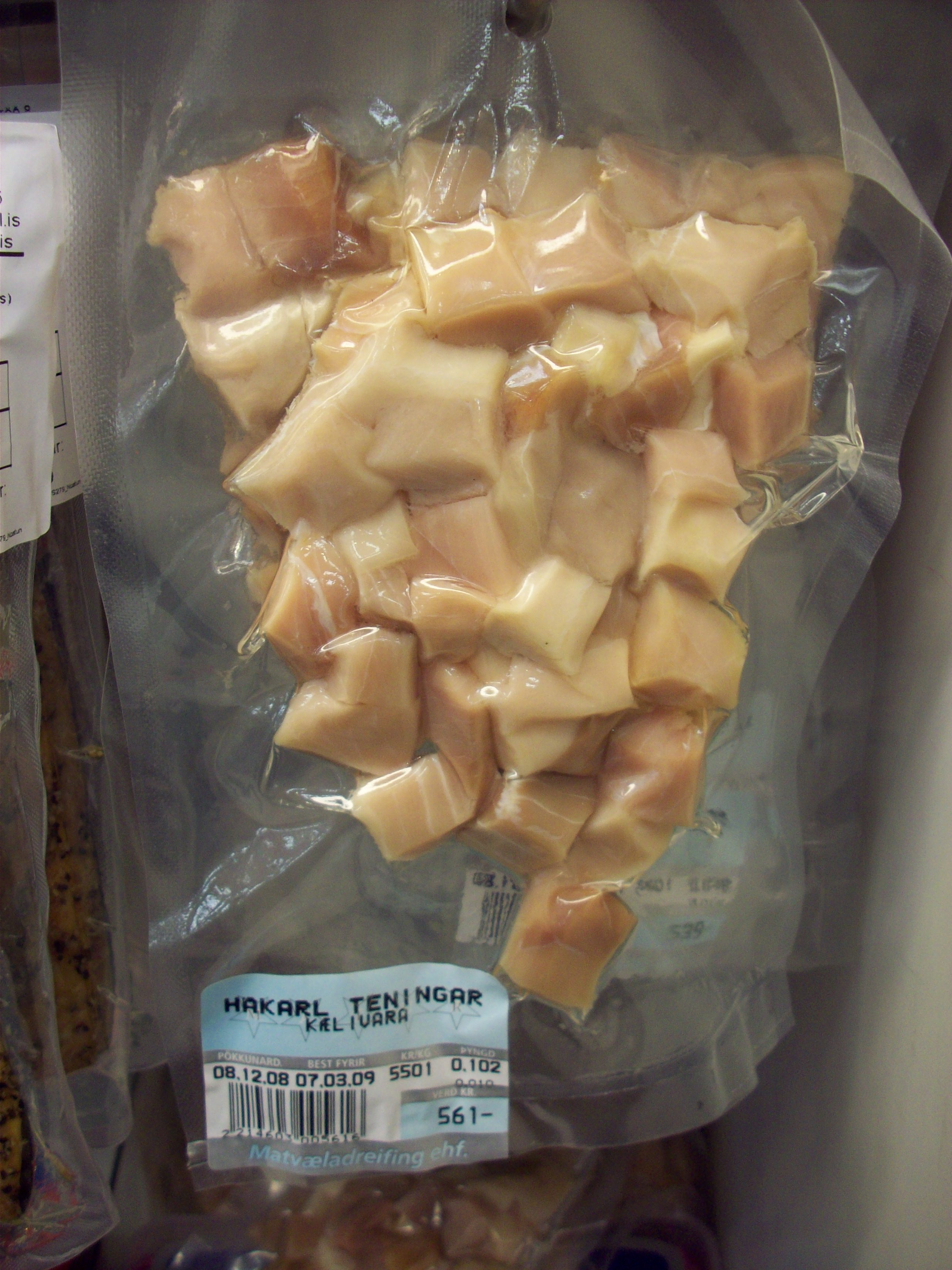
진공포장된 하우카르들

## 같이 보기
- 라크피스크
- 수르스트뢰밍
- 홍어회